# Medinilla pedunculosa
Medinilla pedunculosa är en tvåhjärtbladig växtart som beskrevs av Jisaburo Ohwi och Regalado. Medinilla pedunculosa ingår i släktet Medinilla och familjen Melastomataceae. Inga underarter finns listade i Catalogue of Life.